# Stomiopera
Stomiopera – rodzaj ptaków z rodziny miodojadów (Meliphagidae).

## Zasięg występowania
Rodzaj obejmuje gatunki występujące w Australii.

## Morfologia
Długość ciała 18–22 cm; masa ciała 16–40 g (samce są nieco cięższe od samic).

## Systematyka
Rodzaj zdefiniował w 1852 roku niemiecki przyrodnik Ludwig Reichenbach w publikacji swojego autorstwa Handbuch der speziellen Ornithologie. Gatunkiem typowym jest kantarowiec jednobarwny (Stomiopera unicolor).

### Etymologia
- Stomiopera (Stomiopara, Stomioptera): gr. στομιον stomion „usta, ozdoba na szyi”, zdrobnienie od στομα stoma, στοματος stomatos „usta”; πηρα pera „torba, sakwa”[8].
- Broadbentia: Kendall Broadbent (1837–1911), angielski wypychacz, ornitolog polowy, osiedlił się w Australii w 1853 roku[9]. Typ nomenklatoryczny: Ptilotis flava addenda[b] Mathews, 1912.

### Podział systematyczny
Taksony wyodrębnione z Lichenostomus; w takim ujęciu do rodzaju należą następujące gatunki:
- Stomiopera unicolor (Gould, 1843) – kantarowiec jednobarwny
- Stomiopera flava (Gould, 1843) – kantarowiec żółty